# Aloe thraskii

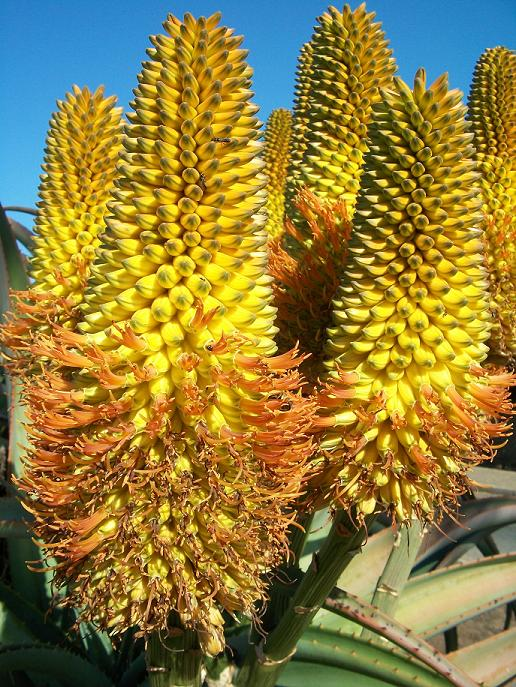
Inflorescències dAloe thraskii

Aloe thraskii és una espècie de planta suculenta del gènere dels àloes dins la família de les asfodelàcies, nativa de la costa de les províncies sud-africanes del Cap Oriental i KwaZulu-Natal.

## Descripció
És una que pot atènyer entre 2 i 4 metres d'altura, amb una única tija de la que surten les fulles, còncaves i amb els marges dentats. Les flors són tubulars, de color groc amb la punta verda, i s'agrupen en inflorecències cilíndriques en raïms verticals. Els estams sobresurten notablement de les flors.